# Cantonul Saint-Valery-en-Caux
Cantonul Saint-Valery-en-Caux este un canton din arondismentul Dieppe, departamentul Seine-Maritime, regiunea Haute-Normandie, Franța.

## Comune
| Comune                  | Populație (1999) | Cod poștal | Cod INSEE |
| ----------------------- | ---------------- | ---------- | --------- |
| Blosseville             | 275              | 76460      | 76104     |
| Cailleville             | 231              | 76460      | 76151     |
| Drosay                  | 186              | 76460      | 76221     |
| Gueutteville-les-Grès   | 302              | 76460      | 76336     |
| Ingouville              | 261              | 76460      | 76375     |
| Manneville-ès-Plains    | 258              | 76460      | 76407     |
| Le Mesnil-Durdent       | 27               | 76460      | 76428     |
| Néville                 | 1.090            | 76460      | 76467     |
| Pleine-Sève             | 108              | 76460      | 76504     |
| Sainte-Colombe          | 194              | 76460      | 76569     |
| Saint-Riquier-ès-Plains | 578              | 76460      | 76646     |
| Saint-Sylvain           | 212              | 76460      | 76651     |
| Saint-Valery-en-Caux    | 4.782            | 76460      | 76655     |
| Veules-les-Roses        | 676              | 76980      | 76735     |